# بيل إس. هانسون
بيل إس. هانسون (بالسويدية: Bill S. Hansson)‏ هو عالم سلوك الحيوان سويدي، ولد في 12 يناير 1959.